# Rester vertical
Rester vertical, titulada Animal vertical en México y Rep. Dominicana, es una película francesa de 2016 dirigida por Alain Guiraudie. La película estuvo nominada a la palma de oro del Festival de cine de Cannes.

## Sinopsis
Buscando a un lobo en el sur de Francia, Leo, un cineasta impredecible, es seducido por Marie, con quien posteriormente tiene un hijo. Ella los abandona tras una depresión, y Leo tiene que luchar por encontrar la inspiración para su siguiente película superando una serie de encuentros inesperados y haciendo lo que sea necesario para mantenerse firme.

## Reparto
- Damien Bonnard como Léo.
- India Hair como Marie.
- Raphaël Thiéry como Jean-Louis.
- Christian Bouillette como Marcel.
- Basile Meilleurat como Yoan.
- Laure Calamy como Doctor Mirande.

## Recepción de la crítica
"Personajes que están siempre en los bordes, imponentes lobos y situaciones extremas tratadas con absoluta libertad y sin solemnidades conforman el universo único de uno de los directores más personales del cine francés." dijo Diego Batlle: Diario La Nación.
"Audaz propuesta del francés Alain Guiraudie , (...) un film hecho de pocos personajes, de grandes espacios abiertos, y abierto el film mismo a una infinidad de interpretaciones." dijo Luciano Monteagudo: Diario Página 12.
"Extraña pero eficaz y estimulante." dijo Boyd van Hoeij: The Hollywood Reporter.

## Reconocimiento
- 2016: Festival de Sevilla: Mejor director
- 2016: Festival de Cannes: Sección oficial largometrajes a concurso
- 2017: Premios Lumières al Mejor actor revelación (Damien Bonnard)
- 2017: Premios César: Nominado a Mejor actor revelación (Damien Bonnard)